# 沙菲宜阿都拉
丹斯里沙菲宜阿都拉马来西亚著名及具争议的律师。他于2018年开始担任前首相纳吉·阿都拉萨的首席辩护律师，纳吉在一个马来西亚发展有限公司丑闻（1MDB）中被控多项洗钱罪。
2018年9月13日，沙菲宜因涉嫌在2013年9月和2014年2月通过时任首相纳吉·阿都拉萨签发的两张支票从非法活动中收取950万令吉款项，并将这些支票存入自己的联昌银行账户，在高庭被控4项罪名，其中包括两项洗钱罪及两项报假税罪，惟他一概不认罪。法官批准他以100万令吉、两名担保人，以及交出两本护照情况下保释候审。

## 纳吉首席辩护律师
2022年7月25日，沙菲宜被纳吉解雇其首席辩护律师职务，改聘再益依布拉欣律师事务所的郑宝德（Hisyam Teh Poh Teik）首席辩护律师为纳吉在SRC国际公司上诉案件的辩护。

## 争议

### 洗钱罪、报假税罪
2018年9月13日，沙菲宜被控涉嫌在2013年9月13日和2014年2月17日收取纳吉开出两张合共950万令吉的支票，并汇入其联昌银行户口，因而抵触2001年反洗黑钱、反恐融资及非法收益法令，如果罪名成立，最高可被判处监禁两年及罚款不超过500万令吉，或两者兼施。
沙菲宜也被控另外两项作虚假申报的罪名，如果罪成，最高可被判处监禁15年以及罚款不少于非法收益总额的5倍。他对所有指控一概不认罪。法官阿祖拉（Azura Alwi）允许沙菲宜以100万令吉、两名担保人，以及交出两本护照情况下保释候审。
2022年10月28日，沙菲宜在4项洗钱控状表罪皆不成立，获得无罪释放。2023年12月5日，总检察署决定，撤回早前对高庭宣判沙菲宜在洗黑钱案中获得无罪释放的上诉申请。

### 941万令吉欠税案
2021年5月6日，内陆税收局向高庭入禀诉讼，指沙菲宜拖欠5年的941万4708令吉32仙税款，即2011年的43万4326令吉37仙、2012年的97万8854令吉11仙、2013年358万令吉、2014年173万令吉及2016年182万令吉。
2023年4月13日，吉隆坡高庭驳回沙菲宜针对内陆税收局提出的反起诉申请。
2023年12月15日，高庭批准内陆税收局的申请，以对该案作出简易判决。